# Schrein Baha'ullahs

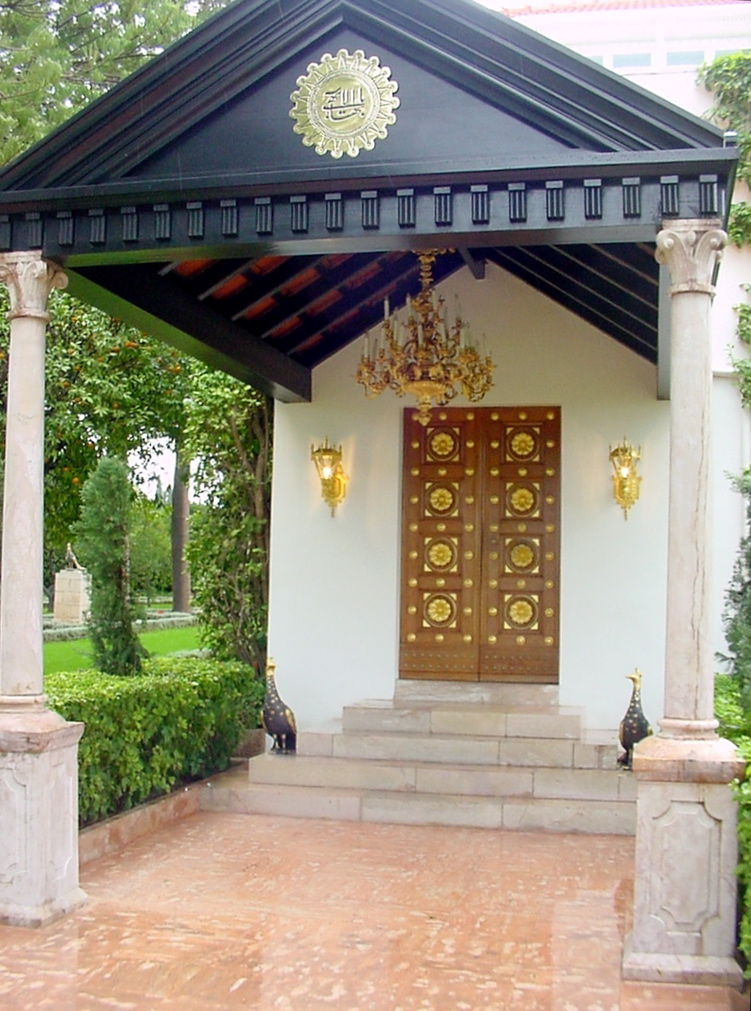
Der Eingang zum Schrein Baha’u’llahs

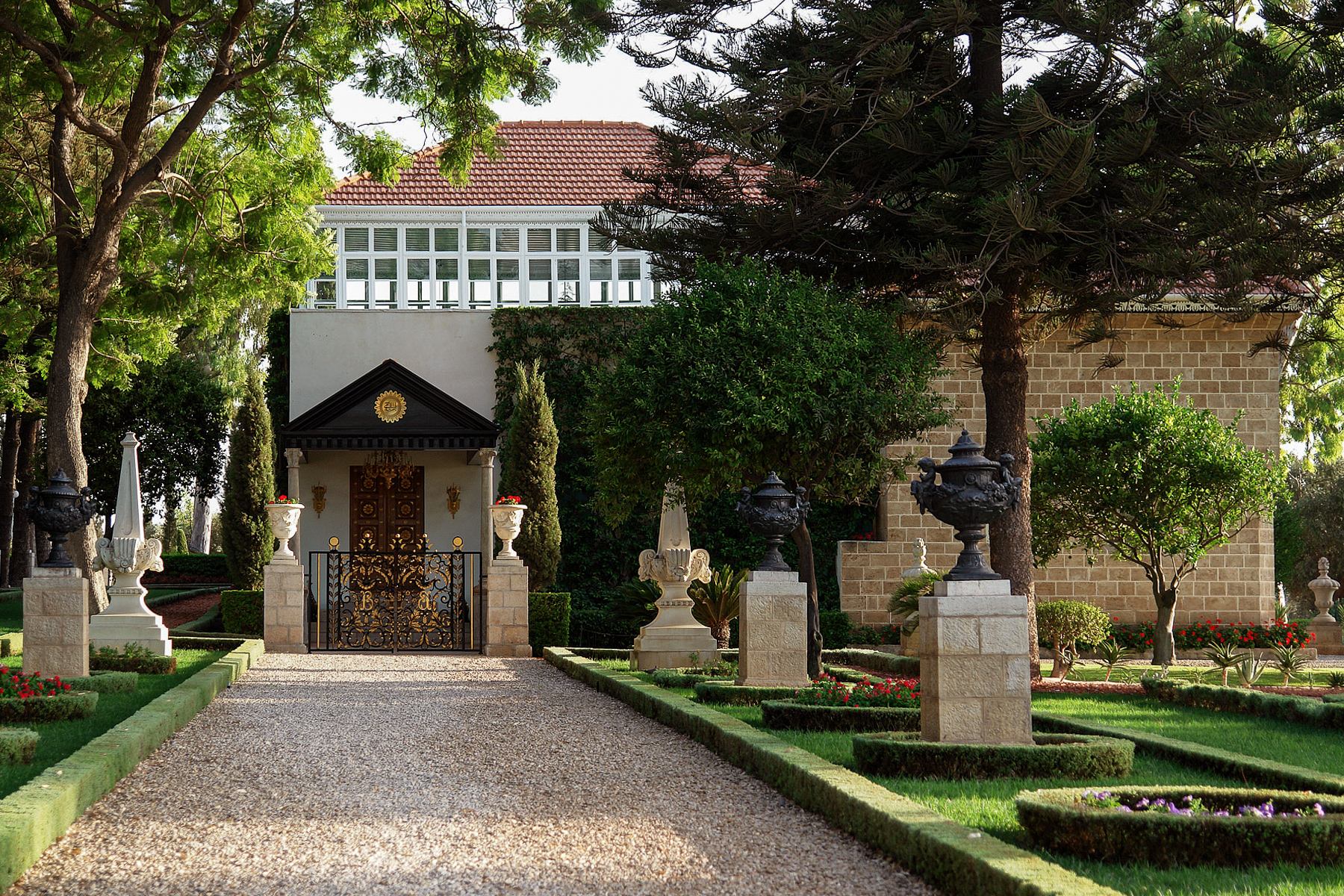
Der Schrein Baha’u’llahs

Der Schrein Baha’u’llahs ist ein Gebäude in der israelischen Stadt Akkon, in dem die sterblichen Überreste Baha’u’llahs, des Religionsstifters der Bahai-Religion, aufbewahrt werden und der zum Bahai-Weltzentrum gehört. Er befindet sich in unmittelbarer Nähe des Landhauses Bahji, in dem Baha’u’llah bis zu seinem Tod am 29. Mai 1892 lebte. Kurz nach Sonnenuntergang wurde er im Schrein beigesetzt und der Schrein anschließend von seinem Sohn Abdu’l Baha ausgebaut. Shoghi Effendi, der Enkel Abdu’l Bahas, erhob den Schrein zur Heiligsten Stätte der Bahai und bezeichnete ihn als „Ozean des Lichts“ (Daryá-yi-Núr), der den Schrein des Bab, den er als „Berg des Lichts“ (Kúh-i-Núr) bezeichnete, überstrahle. Der Schrein stellt den heiligsten Ort für die Bahai dar und ist das wichtigste Pilgerziel während der Bahai-Pilgerfahrt. Außerdem gibt er die Richtung der Qiblih bei den täglichen Pflichtgebeten und dem Totengebet an. Als Bestandteil des Bahai-Weltzentrums ist der Schrein mit den ihn umgebenden Gärten und dem Landhaus Bahji seit Juli 2008 UNESCO-Weltkulturerbe.